# ایگلیکا (استان گابرووو)
ایگلیکا (به بلغاری: Iglika) یک منطقهٔ مسکونی در بلغارستان است که در شهرستان گابروو واقع شده‌است.